# Raj Rajaratnam
Raj Rajaratnam (em tâmil:  ராஜ் ராஜரத்தினம்; nascido em 15 de junho de 1957) é um executivo nascido no Sri Lanka, naturalizado americano, diretor do Galeon Group.
Foi preso em 16 de outubro de 2009 pelo FBI, sob alegações de fraudes no sistema bancário.